# 埃利亚斯·伦罗特

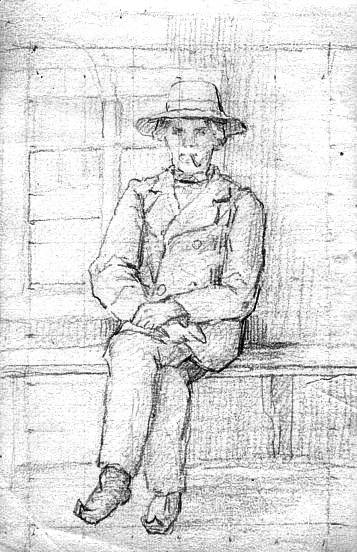
埃利亚斯·伦罗特

埃利亚斯·伦罗特（瑞典語：Elias Lönnrot，1802年4月9日—1884年3月19日），或译艾里阿斯·隆洛特，是芬兰—瑞典语言学家。他收集了芬兰传统的口头诗歌。最著名的作品是他编辑的芬兰民族史诗《卡勒瓦拉》。

## 生平
伦罗特首先进入图尔库大学学医学，但他进入大学的当年图尔库发生了一场大火，城市的一半和大学都被烧毁，因此他转到赫尔辛基。他于1832年毕业。此后他被派到芬兰北部的卡亚尼区做医生。当时当地正爆发了一场饥荒。他的前任趁此机会退休，因此把位置让给了一个这么年轻的医生。此后几年内的欠收使许多人畜丧身。伦罗特向地方机关写信，不是要药，而是要粮食。他是他那个区4000人的唯一医生。当时医生非常少，而且非常昂贵，因此大多数人都不去看医生或到同样非常少非常贵的药店里去买药。他们宁可相信村里的医师或当地的草药。
伦罗特真正的兴趣是芬兰语。1827年他开始写关于早期芬兰语的文章，同时他也开始从当地居民收集民间传说。
伦罗特往往长时间离开他的诊所，他跑遍芬兰、拉普兰和交界的俄罗斯的乡村收集民间传说。其结果是一系列书：1829年至1831年《Kantele》（康特勒琴是一种芬兰的古老的类似筝的传统乐器），1835年至1836年《卡勒瓦拉》（原名可能是“英雄之地”的意思，也被称为《老卡勒瓦拉》），1840年《Kanteletar》（弹康特勒琴的少女），1842年《Sananlaskuja》（谚语），1849年一部扩充了的《卡勒瓦拉》（也称《新卡勒瓦拉》），1866年至1880年《Finske-Svenskt lexikon》（芬兰语—瑞典语辞典）。
伦罗特保存芬兰口头传统的努力被受到赞赏，他被指定为赫尔辛基大学芬兰文学的教授。
除了他收集的民间传说外，他于1860年还发表了一本关于芬兰植物的书。这本书当时在整个斯堪的那维亚半岛都著名，因为它是第一部用当地语言写的科学著作。在这部书中，他除了列举了当地的植物外，还描写了这些植物的作用。